# Jarška cesta, Ljubljana
Jarška cesta je ena izmed cest v Ljubljani.

## Zgodovina
Občinski svet je leta 1939 uradno poimenoval cesto, ki vodi proti Jaršam, kot Jarško cesto.

## Urbanizem
Cesta poteka od križišča s Šmartinsko in Kajuhovo do ljubljanske obvoznice.
Na cesto se (od severa proti jugu) povezujejo: Clevelandska (3x), Hermana Potočnika, Na Žalah, Kodrova, Lunačkova, Mirna pot, Marje Borsnikove in Žalska.
Od ceste se loči krak, ki se samostojno poveže na Žalsko ulico.